# 助祭枢機卿
助祭枢機卿（じょさいすうききょう、羅: cardinalis diaconus、英: Cardinal deacon）はカトリック教会の高位聖職者である枢機卿の位階及び称号のひとつ。

## 概要
枢機卿団の中で、司教枢機卿、司祭枢機卿の下に位置付けられる一番低い位階である。もとはローマ教区で働く助祭たちで、教皇のアドバイザーとしての任務を受けたものに与えられた称号であった。 
1918年以前には、聖職者でなくても枢機卿団に加わることが可能であった。枢機卿団の中で、非聖職者に開かれた唯一の位階が助祭枢機卿であった。そのころ、司祭枢機卿になるための条件が司祭であることであり、同じように、司教枢機卿には司教であることが求められていた。
1918年以降、助祭枢機卿を含むすべての枢機卿が司祭であることが必須となり、1962年以降は原則司教であることが求められている。そのため、枢機卿に任命を受けた司祭も司教叙階を受けることが求められるが、ごくたまに高齢であることを理由に司教叙階が免除されることがある。（最近の例では、2024年に選ばれたティモシー・ラドクリフ枢機卿が司教叙階を免除されている。） 
1587年、教皇シクストゥス5世は勅令を発して枢機卿団の人数の上限を70名とし、この規定は1958年まで遵守された。そこで規定された助祭枢機卿の人数は14であったが、実際にはそれより多くなっていた。2010年現在、ローマの名義教会で助祭枢機卿の名義に指定されているものは50以上あるが、実際の助祭枢機卿の人数は30名ほどである。 
助祭枢機卿には長い間、10年つとめると司祭枢機卿に昇格できるという特権が保持されてきた。助祭枢機卿から昇格した司祭枢機卿たちは司祭枢機卿の中でも特別な地位を占めることが認められていた。このとき、司祭枢機卿として必要な名義をえるか、あるいは助祭枢機卿名義の教会が司祭枢機卿名義の教会に昇格させることも行われた。 

### 現代
助祭枢機卿に任命されるのは教皇庁で働く司祭たちや、枢機卿任命時に司教でない司祭たちである。枢機卿任命時に司教職にあるものは通常司祭枢機卿に任命される。 